# پگاو
شهر پگاو (به آلمانی: Pegau) در ایالت زاکسن در کشور آلمان واقع شده‌است.